# Малоруска губерния
Малоруска губерния (на руски: Малороссийская губерния) е названието на две административно-териториални единици на Руската империя в историко-географската област Малорусия, които са съществували между 1764–1781 г. и 1796–1802 г.

## Първа Малоруска губерния
Формирана е през 1764 г. от 10 полка (военна и същевременно административно-териториална единица) на Казашкото хетманство: Стародубски полк, Киевски полк, Переяславски полк, Глуховски полк, Нежински полк, Черниговки полк, Прилуков полк, Лубниски полк, Миргородски полк и Гадяцки полк.
От 1765 до 1773 г. административен център е град Глухов, през 1773 г. центърът е преместен в Козелец, а през 1775 г. – в Киев.
През есента на 1781 г. Малоруската губерния е премахната и разделена на Новгород-Северско наместничество, Черниговско наместничество и Киевско наместничество.

## Втора Малоруска губерния
През 1796 г. Малоруската губерния е образувана наново от трите наместничества, на които дотогава била разделена Малорусия, и към нея са присъединени бившият Полтавски полк и град Кременчук, както и селищата на бившия Миргородски полк, които са били част от Екатеринославска губерния. Град Киев обаче е отделен, „с окръжност, според разположението му зад река Днепър“. За губернски град е определен Чернигов. Губернията е разделена на 20 уезда: Черниговски, Козелецки, Переяславски, Пирятински, Золотоношски, Хоролски, Кременчугски, Полтавски, Зинковски, Гадяцки, Лубенски, Роменски, Прилуцки, Нежински, Сосницки, Конотопски, Глуховски, Новгород-Северски, Стародубски, Мглински.
Образуването на Малоруската губерния е във връзка с възстановяването на генералните, земските и подкоморските съдилища при Павел I в Малорусия. През 1802 г. от Малоруската губерния са образувани две губернии – Черниговска и Полтавска. Като част от тези губернии е създадено Малоруското генерал-губернаторство, към което през 1835 г. е присъединена Харковската губерния.
Губернатор от 1798 до 1800 г. е Михаил Павлович Миклашевски.